# 海腹川背 Fresh!
『海腹川背 Fresh!』（うみはらかわせ フレッシュ!）は、スタジオ最前線が開発しサクセスより発売されたアクションゲーム。2019年4月25日にNintendo Switch版、2020年4月23日にPlayStation 4版、2020年5月28日にSteam版が発売。2020年9月3日には、セガのALL.Net P-ras MULTI Ver.3対応のアーケードゲーム版『海腹川背 Fresh! for AC』が稼働開始した。

## 概要
ルアー付きの伸縮性のあるロープを壁や天井にひっかけて多彩なアクションを行う「ラバーリングアクション」は従来の『海腹川背』シリーズの作品と同様だが、本作では、これまでのステージクリア制から転換し、受注したクエストの達成を目指して広大なフィールドを冒険するというクエストクリア制を採用している。また、これまでのシリーズ作品における主人公の名前は漢字表記の「海腹川背」だったが、本作ではカタカナ表記の「ウミハラカワセ」となっている。
2020年5月28日に発売された対戦アクションゲーム『海腹川背 BaZooKa!』は本作の内容をベースにしている。2024年2月28日には、シティコネクションの音楽レーベル「クラリスディスク」より、本作と『海腹川背 BaZooKa!』の楽曲を収録した『海腹川背 BaZooKa! ＆ 海腹川背 Fresh! オリジナルサウンドトラック』が発売された。

## システム
メニュー画面のクエスト一覧からクエストを選択し、ゲームを進行していく。クエストの内容は、目的地に到達する、指定されたアイテムを数個集める、などがあり、一部のクエストではボス戦が行われる。クエストをクリアすると新たなクエストの項目が順次追加される。
本作より、Life（ライフ）とHunger（空腹度）のゲージが新たに追加された。これまでのシリーズ作品では敵に触れると即ミスとなっていたが、本作ではある程度耐えられるようになった（ただし、即ミスとなるフィールド内トラップは存在する）。一方、Hungerはクエスト開始直後より減少していき、ゲージが尽きるとLifeが急速に減り始める。なお、フィールドの各所では様々な食材を収集できる。これをそのまま食べるとLifeとHungerが一定量回復するが、メニュー画面で食材を用いて料理を作りクエスト中に使用すると、LifeとHungerの回復に加え、移動速度の上昇やジャンプ力2倍などの効果が付与される。
物語中盤より、フィールドの各所にあるテントでお金を支払うと、ミスとなった際にテントの場所から復帰できるようになる。
本編のクエストモードのほかに、以下のモードがある。
- タイムアタック - 1度クリアしたクエストを選択し、早くクリアすることを目指すモード。食材や料理の持ち込みはできない。
- チャレンジ - 従来のシリーズ作品のようにゴール地点を目指すステージクリア型のモード。過去作品のステージをアレンジしたものも含まれている。

『海腹川背 Fresh! for AC』は、1回のクレジット投入につき7分間プレイできるというシステムになっている。

## 登場人物
本作の舞台は魔法世界「ミシュラーナ」の辺境にある街「キングネス」で、擬人化された動物たちが暮らしている。

### 操作キャラクター
操作キャラクターは主にウミハラカワセだが、それ以外のキャラクターは物語の進行に応じて登場し、クエストでミスとなった際に別のキャラクターを選択できるようになる。また、後述のナタ・デ・コットンとカーリーについては、それぞれを主人公とする専用クエストがある。
ウミハラカワセ
流しの板前の女性。生まれ故郷が自分の居場所ではないと感じて、いくつもの街を渡り歩いている。
旅の途中でキングネスを訪れるが、その風景が子供のころに見た夢に出てきた街とそっくりだったため、レストラン「ただいま亭」で配達の仕事をしながらしばらく滞在することを決める。
物語の後半では不穏な夢を繰り返し見るようになり、同時に右腕がうずき始める。
ナタ・デ・コットン
珍味の「WILLOW」が大好きな魔法使いの少女。サクセスのゲームソフト『コットン』シリーズからのゲストキャラクター。妖精のシルク（本作の中では単に「妖精」と表記される）を連れている。
コットンが主人公となるクエストでは、WILLOWを7つ集めると召喚できるという黄金のWILLOWを手に入れるために冒険する。
固有能力として、空中を数秒間飛ぶことができる。
カーリー
女性型の武装探索ロボット。フルネームはカーリーブレイス。開発室Pixelのゲームソフト『洞窟物語』からのゲストキャラクター。Nintendo Switch/PlayStation 4版のみ登場。
カーリーが主人公となるクエストでは、迷い込んだキングネスから元の世界に戻る方法を探るため、同様に外部からやってきたカワセの行方を追う。最終クエストでは、同じく『洞窟物語』に登場するバルログと対決することになる。また、本作と同じくスタジオ最前線が開発した2018年発売のゲームソフト『Blade Strangers』に登場するコンピュータ「モート32」も登場する。
固有能力として、銃で遠距離の敵を攻撃することができる。
超・海腹
オリジナルキャラクター。シリーズ作品の『海腹川背・旬』の海腹川背に似た外見をしている。『海腹川背 Fresh! for AC』のみ登場。
固有能力として、歩行やルアーの射出が速く、空中での2段ジャンプが可能。

### その他の主なキャラクター
女将さん
ただいま亭の女将。名前はシルビィ。流しの板前というカワセの経歴に興味を持ち、店に雇い入れる。
かつては、キングネスの地下に広がる世界を探索する「キャンパー」として活動しており、他のキャンパーからは凄腕と評されている。
ルシピア
犬の少女。口数が少なく、出会ったばかりのカワセを警戒するが、徐々に心を開いていく。
物語の後半では地下世界で一時行方不明になり、カワセが救出に向かう。
ブレンダ
ブタのおばさん。ただいま亭の常連客。後述のブレンダをはじめ、多くの子供を育てている。
ジップ / セブン
天空城の門を守る門番のコンビ。ジップは犬でセブンはブタ。仕事場から料理を注文する。
ノーマ
牛のおばさん。当初はカワセにきつく当たるが、地下世界につながる昇降機を修理するための募金をカワセが行っていることを知ると友好的になる。
メリー
ブレンダの娘。わがままな性格だが、カワセのことを気に入っている。
マギー
天空城に仕えるメイド長の牛のおばさん。お守りとして青色の宝石を身に着けているが、後にその宝石が、地下世界の深層にある「深き穴」に入るために必要な宝石「セイレーン」のかけらだったことが判明する。
レンチ
ノーマの夫。地下世界とつながる昇降機の修理を行っている。かなり昔に兄のスパナが地下世界で行方不明となっている。
キーン
犬の少年。ルシピアが行方不明となった際には、かつてルシピアにあげたペアの宝石「漁師のもつれ」が居場所を指し示し、発見につながっている。
ガーズ
天空城の近衛兵のブタ。高い所が苦手。
ラプラス
天空城の兵士団長。小柄で子供扱いされることを嫌うが、気を抜くと子供のような口調になる。
ラル
天空城の門を守る門番のブタ。前述の門番のセブンと喧嘩して気まずい関係性になっている。
旦那さん
女将さんの夫。名前はギン。片目部分に傷を負っている。
「カンブリアン」と呼ばれる魔物が湧き出る「深き穴」を塞ぐために地下世界へ向かったきり行方不明となる。
物語の終盤では、「深き穴」の最深部で呪いの力により身動きが取れない状態になっており、自身が出した手紙を見てやってきたカワセに、最深部の扉の先にいる化け物を退治するよう依頼する。
シュナイダー
様々な街を渡り歩く行商猫。カワセに食材を販売する。口数が少ない。
コタロ
キャンパーの猫。「深き穴」の成り立ちについてカワセに伝える。事情は不明だが、コタロの姿は仮のもので、物語の終盤では普通の猫の姿に戻る。この姿は女将さんから「シッポ」と呼ばれ、女将さんは久しぶりの再会を喜ぶ。
女王さま
天空城の女王。神から授けられた力の証である「印」をブタに与える研究をしていたところブタを狂暴化させてしまい、カワセに助けを求める。
カワセが背負っているリュックはなんでも吸い込むという特性を持っているが、これについて、カワセの右腕に刻まれた見えない「印」の力によるものだと語る。
ハラミ
「深き穴」の最深部で現れる、女性のような姿をした化け物。最終クエストのボスキャラクター。カワセがハラミのことを封印しに来たと感じ、襲い掛かってくる。
ハラミの撃破後、ハラミの背中に不完全な文様の「印」が浮かび上がるが、カワセがその背中に右腕を回すと、カワセの腕の「印」と合わさって文様が完成する。すると、事情は不明だが、ハラミは「お前があの時私をかばってくれたのか」と語り感謝の言葉を口にする（「あの時」が何を指すのかは語られない）。

この後に表示されるエンドクレジットが終わると、現実世界のような街の場面に切り替わり、「川背」（ゲーム本編のカワセとの関係性は不明）による独白が行われる。
かつて川背が住んでいた村で川背と姉が行方不明になったが、10日後に川背だけが森の入り口で発見され姉は見つからなかった。その後、村の中でこの出来事が神隠しだとして騒ぎになったことで川背はいたたまれなくなり、以前に姉とともに遊んだ思い出のあるゲーム機とゲームカートリッジを持って村を離れる。久しぶりにゲームを起動した川背は、姉が「ハラミ」と名付けた勇者を操作してラストダンジョンのボスを倒し、囚われの姫を救出する。そして、姉が姫の名前を「カワセ」にしていたことを知り、川背は感慨にふける。
最後の場面では、崖の上にいる2匹の狐（うち1匹は旦那さんと同じように片目に傷がある）、そして、ハラミと髪型・髪色が似た女性が表示され、物語が幕を閉じる。
なお、ゲーム本編のステージ内には「旅の思い出」と呼ばれる収集アイテムが点在しているが、このアイテムの説明文は、川背がゲームをプレイする状況を綴った日記のような体裁になっている。